# James Denton (cónego)
James Denton (falecido em 23 de fevereiro de 1533) foi um cónego de Windsor de 1509-1533 arquidiácono de Cleveland de 1523 a 1533 e decano de Lichfield de 1523 a 1532.

## Carreira
Ele foi educado no Eton College e no King's College, Cambridge, onde se formou BA em 1490, MS em 1492 e D.Can. L. em 1505.
Ele foi nomeado:
- Reitor da Igreja de St Olave, Southwark 1507
- Prebendário da Catedral de Lichfield 1509
- Prebendário de Highworth na Catedral de Salisbury 1509
- Prebendário da Catedral de Lincoln, 1514
- Reitor da Igreja de St Swithun, Headbourne Worthy, Hampshire
- Esmoler e Chanceler de Maria Tudor, Rainha da França
- Capelão de Henrique VIII da Inglaterra
- Decano de Lichfield 1522-1533
- Arquidiácono de Cleveland, 1523 - 1532

Ele foi nomeado para a nona bancada na Capela de São Jorge, Castelo de Windsor em 1509, posição que ocupou até 1533.